# کتز
شهر کنز (به آلمانی: Konz) در ایالت راینلند-فالتز در کشور آلمان واقع شده‌است.